# Bimal Chandra
Bimal Kumar Chandra (ur. 19 listopada 1927, zm. 17 lutego 1998) – indyjski pływak, uczestnik igrzysk olimpijskich.
Na igrzyskach olimpijskich Chandra wystąpił tylko raz – podczas XIV Letnich Igrzysk Olimpijskich w 1948 roku w Londynie. Wziął udział w dwóch konkurencjach pływackich. Na dystansie 400 metrów stylem dowolnym wystartował w czwartym wyścigu eliminacyjnym. Z czasem 5:38,6 zajął w nim siódme miejsce, co wyeliminowało go z dalszej rywalizacji w tej konkurencji. Na dystansie 1500 metrów stylem dowolnym, z czasem 22:52,9 uplasował się na niepremiowanym awansem, szóstym miejscu w trzecim wyścigu eliminacyjnym.